# Radiomètre différentiel

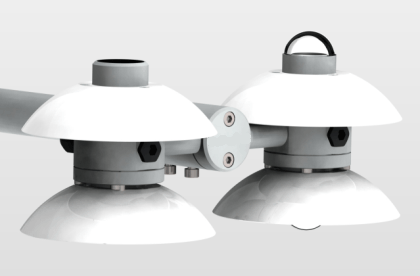
Radiomètres différentiels montrant clairement leurs composants principaux : deux pyranomètres (avec les dômes à droite) et deux pyrgéomètres (les fenêtres plates à gauche). Le diamètre du dôme de pyrgeomètre est 20 mm. Les spectacles de photo modèle NR01.

Un radiomètre différentiel (en anglais : net radiometer) est un type d'actinomètre pour mesurer le rayonnement solaire net (RN) à la surface de la terre. Il est utilisé dans les applications météorologiques, surtout en écophysiologie pour l'étude des réponses comportementales et physiologiques des organismes à leur environnement. Le nom reflète le fait qu'il est supposé mesurer le rayonnement solaire reçu moins le rayonnement réfléchi ou produit par le sol. 
Le radiomètre différentiel mesure l’éclairement énergétique global net à travers une surface, de l'ultraviolet proche à l'infrarouge lointain. Par éclairement énergétique net on entend la différence entre l’éclairement énergétique qui arrive à la surface supérieure et l’éclairement énergétique sur la surface inférieure du radiomètre différentiel. La surface réceptrice supérieure mesure l’éclairement énergétique solaire direct plus l’éclairement énergétique diffus et la radiation à longueurs d’onde longues émises par le ciel (nuages), tandis que la surface réceptrice inférieure mesure l’éclairement énergétique solaire réfléchi par le terrain (Albedo) et la radiation à longueur d’onde longue émise par la terre. L’instrument est projeté et construit pour être employé à l’extérieur dans toute condition atmosphérique.  
Le radiomètre différentiel peut aussi être utilisé à l’intérieur pour les mesures de température radiante (ISO 7726). 

## Description
Il y a plusieurs types de radiomètres différentiels mais ceux à quatre composantes, comme dans l'image, sont les plus populaires. Chacune de celles-ci sert à mesurer un paramètre de la radiation totale.  
Par pyrgéomètre :
- SWentrant, onde courte venant du soleil ;
- SWsortant, onde courte réfléchie par le sol ;

Par pyranomètre :
- LWentrant, infrarouge provenant du ciel ;
- LWsortant, infrarouge provenant du sol (albedo).

La plage de longue d'ondes couverte par le pyranomètre va de 300 à 2 800 nanomètres et celle du pyrgeomètre, de 4 500 à 100 000 nanomètres. Chacun des instruments est isolé des autres par de petites coupoles blanches pour empêcher les mesures croisées.

## Principe de fonctionnement
Le radiomètre différentiel est basé sur un capteur à thermopile dont les joints chauds sont en contact thermique avec le récepteur supérieur tandis que les joints froids sont en contact thermique avec le récepteur inférieur.
La différence de température entre les deux récepteurs est proportionnelle à l’éclairement énergétique net. La différence de température entre joint chaud et froid est transformée en une différence du potentiel grâce à l’effet Seebeck. Les deux récepteurs sont constitués par une portion de calotte sphérique recouverte revêtue de téflon. La forme particulière des deux récepteurs garantit une réponse selon la loi du cosinus optimal. Le revêtement en téflon, outre à permettre une installation à l’extérieur pour une longue période sans dangers de dommage, permet d’obtenir une réponse spectrale constante par les rayons ultra-violets (200 nm) jusqu’à l'infrarouge lointain (100 μm).

## Installation et montage du radiomètre différentiel pour la mesure de l’éclairement énergétique total
• Le radiomètre différentiel doit être installé dans un lieu facilement accessible pour effectuer un nettoyage périodique des deux superficies recevant. Pour nettoyer les superficies il est conseillé d’utiliser de l’eau ou de l’alcool éthylique.
• Éviter que des constructions, arbres ou toute autre entrave projettent leur ombre sur le radiomètre différentiel pendant le cours de la journée et de la saison.
• Lorsque le radiomètre différentiel est utilisé dans l’hémisphère nord il est nécessaire de l’orienter vers le sud, et vice-versa si on l’utilise dans l’hémisphère sud.
• L’instrument est monté à une hauteur d’environ 1,5 m du sol. Il est nécessaire de noter que le flux sur le récepteur inférieur est représenté par une surface circulaire avec un rayon qui est 10 fois plus grande.
• Pendant le montage, éviter de toucher les superficies réceptrices du radiomètre différentiel.

## Réponse selon la loi du cosinus
L’éclairement énergétique sur une superficie doit être mesuré avec un capteur dont la réponse, en fonction de l’angle d’incidence de la lumière soit lambertienne. Un récepteur est appelé lambertien si sa sensibilité (Sυ) en fonction de l’angle d’incidence entre la lumière et la superficie du détecteur à un cours[pas clair] du type :  
Sϑ = S0 cos(ϑ)  
Où: 
- S0 est la sensibilité lorsque la lumière tombe perpendiculairement sur la superficie,

- ϑ est l’angle entre la normale à la superficie et le faisceau de lumière incidente.

## Sensibilité en fonction de la vitesse du vent
À parité de flux radiant, si la vitesse du vent augmente, le signal de sortie du radiomètre différentiel diminue (la sensibilité diminue lorsque la vitesse du vent augmente). 
Les mesures conduites dans les tunnels du vent ont démontré que la sensibilité Sv en fonction de la vitesse du vent, peut être rapprochée par les deux fonctions suivantes : 
- Sv = S0.(1 - 0.011 x V), pour V ≤ 10 m/s

- Sv = S0.(0.95 - 0.006 x V), pour 10 m/s < V < 20 m/s

Où: 
- S0 est la sensibilité pour vent nul

- V est la vitesse du vent en m/s

Pratiquement, une fois connu le éclairement énergétique net calculé en utilisant la sensibilité au vent nul (Fnet0), de même que la vitesse du vent (V) en m/s, la donnée correcte s’obtient en appliquant la formule suivante : 
- Fnet = Fnet0 / (1 - 0.011 x V), pour V ≤ 10 m/s

- Fnet = Fnet0 / (0.95 - 0.006 x V), pour 10 m/s < V < 20 m/s

## Maintenance
Afin d’assurer les caractéristiques de l’instrument, il est nécessaire que les deux superficies réceptrices soient propres, par conséquent plus fréquent est le nettoyage de la coupole, meilleure est la exactitude des mesures. Le nettoyage peut être effectué avec du tissu de nettoyage utilisé pour les objectifs photographiques et avec de l’eau ; si cela ne suffit pas, employer de l’alcool éthylique pur. Après avoir purifié avec l’alcool, nettoyer de nouveau les coupoles seulement avec de l’eau. Il est recommandé d’effectuer l’étalonnage avec une fréquence annuelle. 
L’étalonnage peut être effectué par comparaison avec un autre échantillon du radiomètre différentiel directement sur le plage. L’étalonnage sur site est moins précis que l’étalonnage effectué dans un laboratoire, mais il offre l’avantage de ne pas devoir démonter l’instrument de son siège.

### Étalonnage et exécution des mesures
La sensibilité du radiomètre différentiel S (ou facteur d’étalonnage) permet de déterminer le flux radiant net à travers une surface. Le facteur S est donné en μV/(Wm-2). Une fois mesurée la différence du potentiel (DDP) aux extrémités de la sonde, le flux Ee s’obtient par la formule suivante:
Ee = DDP / S
Où :
- Ee: est le éclairement énergétique exprimé en Klux,

- DDP: est la différence du potentiel exprimée en mV mesurée par le voltmètre,

- S: est le facteur d’étalonnage reporté sur l’étiquette du nétradiomètre (et sur le rapport d’étalonnage) en μV/(W/m2).

N.B. Si la différence de potentiel est positive, le éclairement énergétique sur la superficie supérieure est plus grand que le éclairement énergétique sur la superficie inférieure (typiquement pendant les premières heures du matin), si la DDP est négative, le éclairement énergétique sur la superficie inférieure est plus grand que le éclairement énergétique sur la superficie supérieure (typiquement pendant les heures de la nuit).